# Marcin Pochwała
Marcin Pochwała (ur. 14 lutego 1984 w Nowym Sączu) – polski kajakarz górski, olimpijczyk z Aten (2004), Pekinu (2008), Londynu (2012) oraz Rio de Janeiro (2016). Mistrz świata w konkurencji C2 mix (2018).

## Sukcesy juniorskie i młodzieżowe
Pierwszy sukces na arenie międzynarodowej odniósł w 2001, zdobywając srebrny medal na mistrzostwach Europy Juniorów w konkurencji C-2 slalom drużynowo. W roku 2002 zdobył dwa srebrne medale w mistrzostwach świata juniorów w Wietrznicach w konkurencji C2 slalom (z Pawłem Sarną) i C2 drużynowo.
W 2004, 2005 i 2007 na mistrzostwach Europy do lat 23 które odbyły się w Krakowie zdobył złoty medal w konkurencji drużynowej C-2 x 3 slalom. W 2007 zdobył też srebrny medal młodzieżowych mistrzostw Europy w konkurencji C-2 slalom (z Pawłem Sarną).

## Starty seniorskie
Wielokrotnie reprezentował Polskę na mistrzostwach świata seniorów. Największe sukcesy odniósł na mistrzostwach świata w 2018,  zdobywając złoty medal w konkurencji C2 mix (z Aleksandrą Stach) oraz w 2019 zdobywając wicemistrzostwo świata w tej samej konkurencji (z Aleksandrą Stach). Ponadto w 2003 wywalczył brązowy medal w konkurecji C2 zespołowo (z Andrzejem Wójsem, Sławomirem Mordarskim, Jarosławem Miczkiem, Wojciechem Sekułą i Pawłem Sarną. 
W pozostałych startach na mistrzostwach świata seniorów zajmował odpowiednio miejsca:
- 2002: 15. miejsce w C2 (z Pawłem Sarną)
- 2003: 20. miejsce w C2 (z Pawłem Sarną)
- 2007: 12. miejsce w C2 (z Pawłem Sarną)
- 2009: 18. miejsce w C2 (z Piotrem Szczepańskim), 4. miejsce w C2 zespołowo
- 2010: 6. miejsce w C2 (z Piotrem Szczepańskim), 9. miejsce w C2 zespołowo
- 2011: 8. miejsce w C2 (z Piotrem Szczepańskim), 5. miejsce w C2 zespołowo
- 2013: 5. miejsce w C2 (z Piotrem Szczepańskim), 6. miejsce w C2 zespołowo
- 2014: 25. miejsce w C2 (z Piotrem Szczepańskim), 8. miejsce w C2 zespołowo
- 2015: 7. miejsce w C2 (z Piotrem Szczepańskim), 4. miejsce w C2 zespołowo
- 2017: 6. miejsce w C2 (z Piotrem Szczepańskim), 9. miejsce w C2 mix (z Aleksandrą Stach)

Na igrzyskach olimpijskich zajmował miejsca:
- 2004: odpadł w półfinale i zajął 10. miejsce w C2 (z Pawłem Sarną)
- 2008: odpadł w półfinale i zajął 8. miejsce w C2 (z Pawłem Sarną)
- 2012: 5. miejsce w C2 (Piotrem Szczepańskim)
- 2016: 5. miejsce w C2 (Piotrem Szczepańskim)

Na mistrzostwach Europy seniorów wywalczył:
- brązowy medal w 2004 w konkurencji C2 zespołowo (z Andrzejem Wójsem, Sławomirem Mordarskim, Jarosławem Miczkiem, Wojciechem Sekułą i Pawłem Sarną
- brązowy medal w 2007 w konkurencji C2 zespołowo (z Pawłem Sarną, Dariuszem Wrzoskiem, Jarosławem Miczkiem, Karolem Gondkiem i Andrzejem Popardą)
- srebrny medal w 2008 w konkurencji C2 zespołowo (z Pawłem Sarną, Dominikiem Węglarzem, Dawidem Dobrowolskim, Dariuszem Wrzoskiem i Jarosławem Miczkiem)
- brązowy medal w 2009 w konkurencji C2 zespołowo (z Piotrem Szczepańskim, Patrykiem Brzezińskim, Dariuszem Chlebkiem, Grzegorzem Wójsem i Pawłem Sarną)
- srebrny medal w 2010 w konkurencji C2 zespołowo (z Pawłem Sarną, Dawidem Dobrowolskim, Dariuszem Chlebkiem, Patrykiem Brzezińskim i Piotrem Szczepańskim)
- srebrny medal w 2013 w konkurencji C2 (z Piotrem Szczepańskim) i C2 zespołowo (z Piotrem Szczepańskim, Andrzejem Brzezińskim, Filipem Brzezińskim, Dominikiem Węglarzem i Dariuszem Chlebkiem
- srebrny medal w 2014 w konkurencji C2 (z Piotrem Szczepańskim)
- srebrny medal w 2016 w konkurencji C2 zespołowo (z Piotrem Szczepańskim, Andrzejem Brzezińskim, Filipem Brzezińskim, Michałem Wierciochem i Grzegorzem Majerczakiem)
- srebrny medal w 2017 w konkurencji C2 zespołowo (z Piotrem Szczepańskim, Andrzejem Brzezińskim, Filipem Brzezińskim, Michałem Wierciochem i Grzegorzem Majerczakiem)

W pozostałych startach na mistrzostwach Europy zajmował miejsca:
- 2002: 5. miejsce w C2 zespołowo
- 2004: 9. miejsce w C2 (z Pawłem Sarną)
- 2005: 12. miejsce w C2 (z Pawłem Sarną), 5. miejsce w C2 zespołowo
- 2006: 7. miejsce w C2 (ze Sławomirem Mordarskim, 4. miejsce w C2 zespołowo
- 2007: 6. miejsce w C2 (z Pawłem Sarną)
- 2008: 7. miejsce w C2 (z Pawłem Sarną)
- 2009: 6. miejsce w C2 (z Piotrem Szczepańskim)
- 2010: 18. miejsce w C2 (z Piotrem Szczepańskim)
- 2011: 5. miejsce w C2 (z Piotrem Szczepańskim)
- 2012: 15. miejsce w C2 (z Piotrem Szczepańskim), 4. miejsce w C2 zespołowo
- 2014: 4. miejsce w C2 zespołowo
- 2015: 13. miejsce w C2 (z Piotrem Szczepańskim), 4. miejsce w C2 zespołowo
- 2016: 18. miejsce w C2 (z Piotrem Szczepańskim)
- 2017: 4. miejsce w C2 (z Piotrem Szczepańskim)
- 2018: 13. miejsce w C2 (z Piotrem Szczepańskim), 5. miejsce w C2 zespołowo

Wielokrotny medalista mistrzostw Polski:
- złoty
  - w konkurencji C-2 slalom w roku 2004, 2007, 2009, 2010, 2011, 2012, 2013, 2014, 2015, 2016, 2017
  - w konkurencji C-2 x 3 slalom drużynowo w roku 2004, 2010
  - w konkurencji C-2 mix w 2019
  - w konkurencji C-2 zjazd w latach 2006–2008
  - w konkurencji C-2 x 3 zjazd drużynowo  – w latach 2003–2004, 2007–2008
- srebrny
  - w konkurencji C-2 slalom w latach 2002–2003, 2006, 2018
  - w konkurencji C-2 zjazd w roku 2003
  - w konkurencji C-2 slalom x 3: 2011, 2013, 2014, 2015
- brązowy:
  - w konkurencji C-1 slalom x 3: 2013